# Tesem

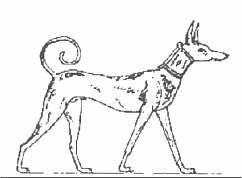
Raffigurazione di un Tesem dalla tomba di Antef II - ca. 2065 a.C.

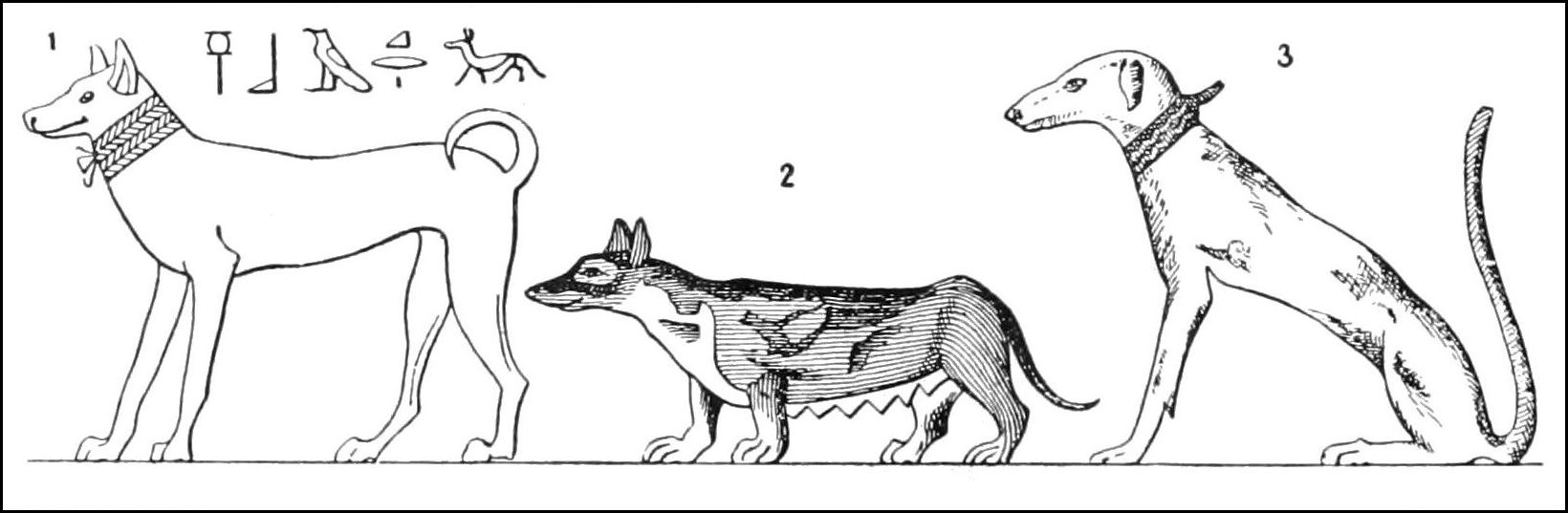
Es. delle tre razze canine raffigurate nei monumenti egizi: 1. molossoide, 2. cane pariah, 3. levriero.

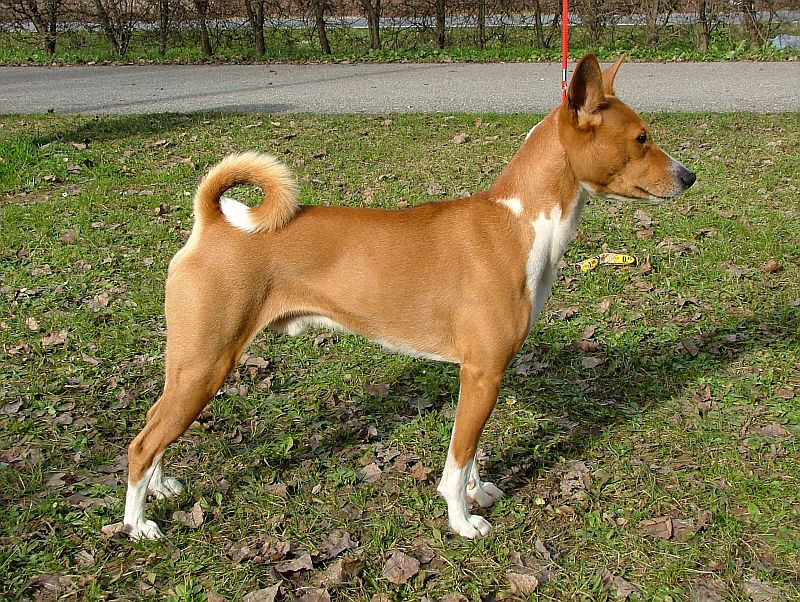
Cane di razza Basenji, probabile discendente moderno del Tesem egiziano.

Tesem ( = tsm) è una razza canina del tipo levriero in uso nell'Antico Egitto. Il nome significava, genericamente, "cane da caccia". Le raffigurazioni dell'epoca, ce lo presentano come un cane slanciato, magro, con coda arricciata verso il dorso ed orecchie lunghe, appuntite e diritte. Non si trattava dell'unico cane del tipo levriero in uso agli egizi, dato che non mancano anche raffigurazioni di levrieri del tipo Saluki che, ed a partire dalla XVIII dinastia, monopolizzano l'iconografia a discapito del Tesem.
Due razze canine moderne, il Pharaon Hound ed il Cirneco dell'Etna sarebbero, secondo alcuni cinologi dei discendenti moderni del Tesem, ma è semplicemente più probabile che si tratti di razze morfologicamente simili a quella estinta per una mera casualità. Ancora da approfondire è invece la possibile continuità genetica tra l'antico Tesem egiziano ed il Basenji, razza semi-selvatica diffusa in Africa Centrale.

## Storia

Statuetta del Dio Anubi, tra il 722 e il 332 a.C. Museo Egizio, Torino.

L'iconografia monumentale egizia raffigura tre tipologie di cani: il molossoide, il levriero ed il cane pariah. Gli studiosi declinano poi il "levriero egiziano" in due distinte tipologie: il Tesem, più antico, ed il Saluki.
Si suppone che il Tesem sia stato selezionato a partire dai cani pariah nel Sud dell'Antico Egitto, tra la Nubia ed il Punt, nel cosiddetto Periodo Predinastico: una raffigurazione del Tesem, databile al 3000 a.C. figura infatti a Naqada. Il Tesem comparve tra i soggetti raffigurati nella tomba di Cheope (regno 2609–2584 a.C.): il cane (anche noto come il "Cane di Cheope" agli egittologi), nello specifico, viene raffigurato con tanto di specifica del suo nome, "Akbaru", e raffigurato con un collare. Le raffigurazioni del Tesem proseguono per tutto il Medio Regno (2055-1555 a.C.) ma a partire dal Nuovo Regno vengono sostituiti dai Saluki ad orecchie pendenti e coda non arricciata.

## Aspetto
Le caratteristiche morfologiche principali del Tesem erano la coda arricciata sul dorso e le lunghe orecchie diritte e appuntite. Le raffigurazioni pittoriche egizie ce li presentano come di pelliccia giallognola e di taglia superiore a quella dei cani pariah. Le proporzioni corporee sono simili a quelle dei levrieri ma non così ben definite: nell'insieme il Tesem rassomiglia più ad un terrier snello che non ad un vero e proprio levriero.